# 알키노오스
알키노오스(Alcinoos)는 그리스 신화에 나오는 파이아케스의 왕이다. 포세이돈의 손자이자 나우시토오스의 아들이다. 형인 렉세노르의 딸 아레테와 결혼하여 5명의 아들과 외동딸 나우시카를 두었다. 파이아케스 사람들의 13대 왕이다. 파이아케스 사람들은 포세이돈이 질투할 정도로 항해술에 뛰어났다고 한다. 이아손이 아르고호를 타고 콜키스로 가서 메데이아의 도움으로 황금양모를 찾아 돌아가는 길에 스케리아섬에 들렀는데, 알키노오스는 콜키스의 추적자들로부터 이들을 보호해 주었으며 아레테는 이아손과 메데이아를 서둘러 결혼시켰다. 트로이 전쟁의 영웅 오디세우스도 알키노오스의 섬을 거쳐갔다. 트로이전쟁이 끝난 뒤 귀국길에 오른 오디세우스는 험난한 여행길을 떠돌다가 님프인 칼립소의 섬에 닿아 7년을 보낸 뒤, 다시 뗏목을 타고 고향으로 향하다가 포세이돈이 일으킨 폭풍을 만나 뗏목을 잃고 이틀 동안 표류한 끝에 스케리아섬에 도착하였다. 나우시카는 오디세우스를 처음 발견하고 그에게 궁전으로 가서 처신하는 요령을 일러 주었다. 알키노오스는 오디세우스의 범상치 않은 풍모를 보고 나우시카의 남편으로 삼으려고 하였으나, 오디세우스는 고향으로 돌아가기 위해 청혼을 거절하였다.